# عين الثوارة

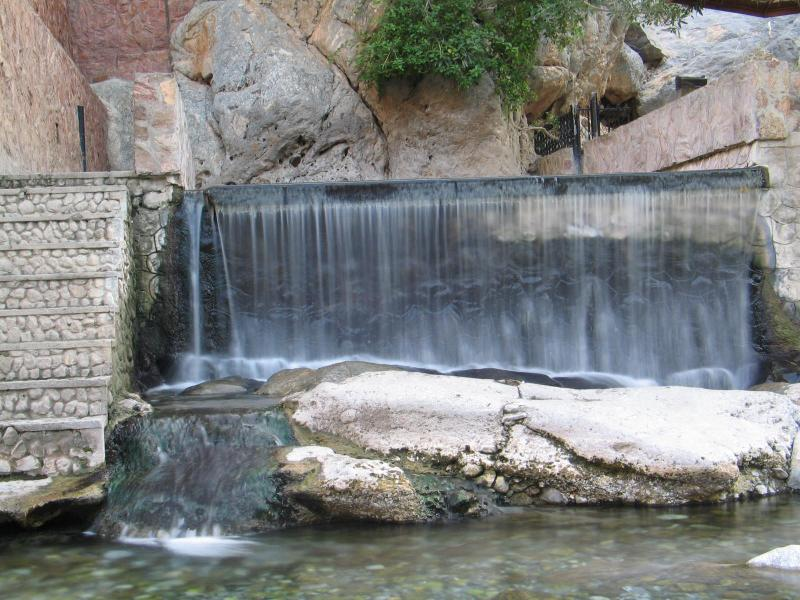
عين الثوارة

عين الثوارة؛ تقع في ولاية نخل بمحافظة جنوب الباطنة بسلطنة عمان، تنبع بكثافة من جبل صلد طوال العام. تختلف كمية المياه حسب الأمطار في العام. يأتي الزائرون إليها للاستشفاء فمياهها ساخنة معدنية، وهي تعد شيئاً خاصاً بالفعل بالنظر إلى الطبيعة الجبلية المقفرة للمنطقة المحيطة بها، و تعد عين الثورة من العيون المشهورة في محافظة جنوب الباطنة فتجذب السياح من داخل عمان ومن خارجها لكي يتمتع بسخونة المياه.

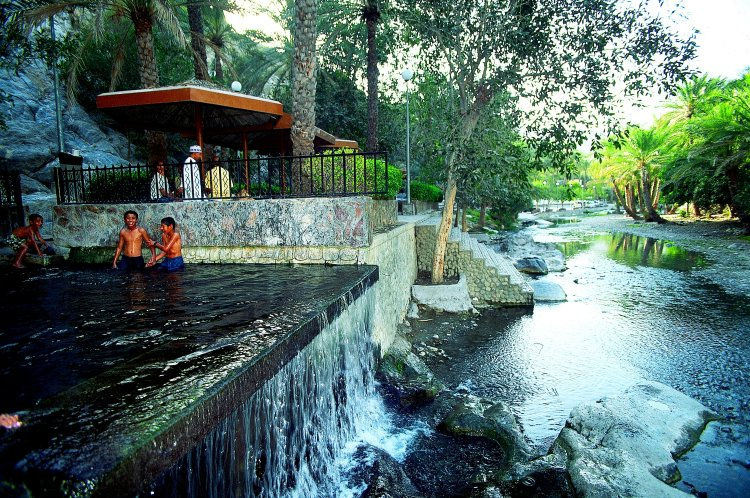
حوض عين الثوارة

## المكان
تنقسم المياه بعد خروجها إلى فلجين وقد أقيم حول العين حوض للشرب والاستحمام، عند زيارتك لعين الثوارة سوف تجد كثير من الأماكن المخصصة للجلوس فيها وإحضار وجبة الغداء الخاصة بك كما يفعل كثير من السكان المحليين الذين يأتون طوال الوقت لزيارة العين وتناول الطعام بالقرب من عين الثوارة وأيضا لا تفوت فرصة التنزه لاستكشاف المنطقة والاستمتاع بالمناظر الخلابة والطبيعية المحيطة بعين الثوارة وأيضا المناظر الجبال توجد بعض البيوت القديمة الذين ما زالوا يقومون بعض المهن التقلدية مثل تربية المواشي أقيم بالقرب من العين مظلات ومناضد أعدت لاستقبال الزائرين، ويعيش بالقرب منها بعض السكان المحليين ويعتمدون على العين في حياتهم. كما أن منطقة نخل تعتمد على هذه العين في الري والحياة بنسبة كبيرة.

## منبع العين
تتخذ عين الثوارة منبعها الرئيسي من خزان دائري صخري يصل عمقه ما يقارب 1.5 متر ثم تتفرع العين إلى قسمين لتكون فلجين هما كبة والصاروج، تروي عين الثوارة المزروعات وتساهم في علاج بعض الأمراض، وتعد من المواقع السياحية المشهورة في عمان. يصل معدل تدفقها إلى حوالي 53 لترا في الثانية، وتعد من العيون الحارة إذ تصل حرارتها حوالي 40 درجة مئوية.
تعد من أشهر الولايات والتي تتميز بـعين الثواره وقلعة نخل.. عين الثواره التي كان من زمن أجدادنا تبقى على مر الازمنه في الماضي والحاضر والمستقبل. ويقع بلقرب من هذة العين بعض ألأفلاج والوديان ولكن وديانها سطحيه أي ليست عميقة والسكان الذين يعيشون فيها يعملون على تربية الأغنام والدواجن.

## الاسترخاء في عين الثوارة
بالرغم من حرارة الجو لدى وصولنا، إلا أن السباحة في المياه الدافئة كان كفيلاً بأن يبعث على الشعور بالراحة والاسترخاء، كما يذكر أهالي المنطقة أن هذه العين عبارة عن مياه معدنية تنبع من جبل صلد، وتصل درجة حرارتها إلى ٤٠ درجة مئوية ولها فوائد علاجية أيضا كالإستشفاء من بعض الأمراض الجلدية وآلام المفاصل.

## السياحة
تقع عين الثوارة في ولاية نخل التي تبعد حوالي ساعة واحدة عن مدينة مسقط، وتعتبر من المعالم السياحية المشهورة في سلطنة عمان، من حسن حظنا أنها لم تكن تشهد ازدحاما كبيرا عند زيارتنا لها.
وعين الثوارة مكان رائع جدا وفي أيام العطل يكون المكان مزدحما بزوار وهناك من الزوار من يقضي ليلته بالمبيت في خيمته.
تعد عين الثواره واحدة من المناطق المهمة، ليس على مستوى المحافظة فحسب، وإنما على مستوى سلطنة عمان؛ إذ تحتوي على العديد من المعادن المفيدة التي ساهمت في توافد الزوار عليها طلباً للشفاء، كما أنها من المناطق السياحية التي يقصدها السكان للاستمتاع بالمنظر الذي يجمع ما بين الجبال ذات الصخور القاسية، وتدفق الماء من خلاله، إضافةً إلى أهميتها المتمثّلة في اعتماد سكان المناطق المجاورة عليها في ريّ المزروعات، والاستعمال الشخصي بشكل كبير .

## وصلات خارجية
- عين الثوارة من موقع وزارة الإعلام